# آيت دبو (آيت معلا)
آيت دبو هو دُوَّار يقع بجماعة سيدي يعقوب، إقليم أزيلال، جهة بني ملال خنيفرة في المملكة المغربية. ينتمي الدوّار لمشيخة آيت معلا التي تضم 21 دوار. يقدر عدد سكانه بـ 171 نسمة حسب الإحصاء الرسمي للسكان والسكنى لسنة 2004.

## وصلات خارجية
- البوابة الوطنية للجماعات الترابية
- المندوبية السامية للتخطيط